# 5939 Toshimayeda
5939 Toshimayeda eller 1981 EU8 är en asteroid i huvudbältet som upptäcktes den 1 mars 1981 av den amerikanska astronomen Schelte J. Bus vid Siding Spring-observatoriet. Den är uppkallad efter den japansk amerikanske kemisten Toshiko Mayeda.
Asteroiden har en diameter på ungefär 6 kilometer.